# Thomas Mofolo
Thomas Mokopu Mofolo (Khojane, 22 dicembre 1876 – Teyateyaneng, 8 settembre 1948) è stato uno scrittore lesothiano, di lingua sesotho.

## Biografia
Terzogenito di Abner and Aleta Mofolo, nato nel distretto di Mafeteng, cresciuto nel territorio di Basutoland ed educato da missionari europei, studia con i reverendi David Ellenberger e Alfred Casalis, per i quali lavora fino al 1910. Incoraggiato a scrivere per la stampa locale, seguendo i modelli di Marie Corelli, H. Rider Haggard e John Bunyan, di cui riesce a procurarsi qualche libro, si lancia in uno dei primi romanzi della sua lingua, Moeti oa bochabela (trad. "Il viaggiatore verso est"), apparso a puntate su "Leselinyana" nel 1906 e in volume nel 1907. Qui racconta la storia di Fekisi, a cui non piacciono gli usi e costumi della propria gente, e che decide perciò di viaggiare alla ricerca del paese d'origine dei lesotho, dove Dio, stanco del loro disordine, si è rifugiato. Al termine del viaggio si ritrova tra i bianchi, dove si sente meglio e decide di seguirne la religione, facendosi battezzare. Il giorno del battesimo, quando gli appare la figura di Gesù Cristo che gli promette beatitudine eterna, Fekisi muore.
In seguito scrive Pitseng (1910), storia d'amore virtuosa tra due giovani che si conoscono durante gli studi presso i missionari, si sposano e finiscono con l'occuparsi della missione dopo la morte del suo fondatore.
Dopo un viaggio per visitare le terre degli Zulu e la tomba del re Chaka, Mofolo scrive l'opera omonima, che viene pubblicata solo nel 1925 e fu tradotta in diverse lingue.
A seguito di contrasti (secondo diverse ipotesi, tra le quali pare che il romanzo non sia stato gradito ai missionari, e che lui finisse invischiato in un amore adulterino) Mofolo lascia quindi la missione e smette di scrivere, anche se pare abbia scritto nel 1926 una vita di Mosè, andata distrutta in un incendio.
Divenne quindi procacciatore di mano d'opera per miniere e piantagioni, poi dal 1927 negoziante e nel 1937 contadino in Sudafrica, per finire, dopo la confisca dei suoi terreni, probabilmente in miseria. Morì a 72 anni.

## Opere
- Moeti oa bochabela (1907)
- Pitseng (1910)
- Chaka (1925)
  - trad. di Laurana Palombi Berra, Il Saggiatore, Milano 1959, 1996 ISBN 88-428-0385-5
  - trad. di Riccardo Duranti, a cura di Itala Vivan, con introduzione di Jane Wilkinson, Roma, Edizioni Lavoro, 1988 ISBN 88-791-0339-3